# Gaius Blossius
Gaius Blossius (ook wel Gaius Blosius) van Cumae was een stoïcijns wijsgeer.
Hij was een leerling van Antipater van Tarsus, vriend van Tiberius Sempronius Gracchus en deelgenoot in zijn plannen. Na de dood zijn vriend vluchtte hij naar Eumenes III (Aristonicus) in Klein-Azië. Toen deze verslagen was, benam hij zichzelf het leven.

## Referentie
- art. Blosius, C., in F. Lübker - trad. ed. J.D. Van Hoëvell, Classisch Woordenboek van Kunsten en Wetenschappen, Rotterdam, 1857, p. 154.